# Brendan Fehr
Brendan Fehr, född 29 oktober 1977 i New Westminster, British Columbia, är en kanadensisk skådespelare.
Fehr har bland annat medverkat i TV-serien The Night Shift. Han har även medverkat i filmerna The Forsaken och Kill Me Later.

## Filmografi (i urval)
- 1999–2002 – Roswell (TV-serie)
- 2000 – Final Destination
- 2001 – Kill Me Later
- 2001 – The Forsaken
- 2014–2017 – The Night Shift (TV-serie)